# Kalevi Wiik
Kaino Kalevi Wiik, född 2 augusti 1932 i Åbo, död där 12 september 2015, var en finländsk professor i fonetik vid Åbo universitet.
Wiik avlade filosofie doktorsexamen 1965. Från 1968 till 1997 verkade han som professor i fonetik vid Åbo universitet och från 1966 till 1968 som tillförordnad professor i allmän språkvetenskap vid Helsingfors universitet. År 1991 utnämndes han till hedersdoktor vid Tartu universitet.
Wiiks doktorsavhandling Finnish and English vowels var en experimentalfonetisk och systembaserad jämförelse av finskans och engelskans vokaler, som också hade pedagogiska tillämpningar och blev ett av de första bidragen till tillämpad språkvetenskap i Finland. 
Sedermera blev han mest känd för populariseringen av sina idéer om finska språkets ursprung och finnarnas rötter, bl.a. i böckerna Eurooppalaisten juuret (2002) och Suomalaisten juuret (2004), som i den seriösa forskningen anses som pseudovetenskap.

## Utmärkelser
- Riddartecknet av I klass av Finlands Vita Ros’ orden,  6 december 1983[2]
- Fjärde graden av Terra Mariana-korsets orden,  2 februari 2001[3]

[Redigera Wikidata]